# Язненский сельсовет
Я́зненский сельсовет (бел. Я́зненскі сельсавет) — административная единица на территории Миорского района Витебской области Белоруссии. Административный центр — агрогородок Язно.

## История
21 декабря 2024 года упразднены населённые пункты: хутор Блошники, деревня Лонщино.

## Состав
Язненский сельсовет включает 69 населённых пунктов:
- Авласенки — деревня.
- Амбросенки — деревня.
- Балаи — деревня.
- Барбарино — хутор.
- Богуцкие — деревня.
- Бор — хутор.
- Бор-Поляна — хутор.
- Босянки 2 — деревня.
- Босянки 3 — деревня.
- Воронки — деревня.
- Горовцы — деревня.
- Горовые 1 — хутор.
- Дорожки — деревня.
- Драньки — деревня.
- Жерствянка — хутор.
- Жойдики — деревня.
- Заборье — деревня.
- Зеленый Лог — деревня.
- Изоитки — деревня.
- Ист — деревня.
- Казинка — деревня.
- Калачи — деревня.
- Калиновое — деревня.
- Канцерово — деревня.
- Караси — деревня.
- Катовичи — деревня.
- Килепово — деревня.
- Кобяки — хутор.
- Козельские — хутор.
- Королевские 1 — хутор.
- Красняне — хутор.
- Крошнево — деревня.
- Кулаки — деревня.
- Куриловичи — деревня.
- Лукашевщина — хутор.
- Михали — хутор.
- Немирово — деревня.
- Новое Село — деревня.
- Обухово — деревня.
- Овечки — деревня.
- Ольховка — хутор.
- Парадни — деревня.
- Пашнино — деревня.
- Плиговки — деревня.
- Проселковичи — деревня.
- Пуговки — деревня.
- Пучковские — деревня.
- Сапрончики — деревня.
- Свирки — хутор.
- Сельцо 1 — деревня.
- Сельцо 2 — деревня.
- Сергейчики — деревня.
- Сивицкие — хутор.
- Сквирцы — деревня.
- Сойчино — хутор.
- Соколовщина — деревня.
- Сорочино — хутор.
- Спигальщино — деревня.
- Субочево — деревня.
- Угольники — деревня.
- Черкасово — деревня.
- Шараги — деревня.
- Шиманщино — хутор.
- Щербицкие — деревня.
- Язно — агрогородок.

Упразднённые населённые пункты на территории сельсовета:
- Блошники — хутор[2].

- Босянки 1 — хутор.
- Волотовки — хутор.
- Дворище — хутор.
- Заболотье — деревня.
- Заозерцы — деревня.
- Лонщино — деревня[2].
- Муращино — хутор[3].
- Ружамполье — хутор.
- Сороки 2 — хутор.
- Финглясы — хутор.
- Шиманы — хутор.

## Достопримечательность
- Преображенская церковь, конец XIX - начало XX в. в аг. Язно
- Источник Святого Яна в аг. Язно. Является памятником природы
- Коптевская озовая гряда (заказник). Находится на территории Заутьевского и Язненского сельсоветов около населённых пунктов Коптево, Бор-Поляна и Субочево